# Santa Rosa de Osos (ort)
Santa Rosa de Osos är en ort i Colombia.   Den ligger i departementet Antioquía, i den nordvästra delen av landet, 270 km nordväst om huvudstaden Bogotá. Santa Rosa de Osos ligger 2 586 meter över havet och antalet invånare är 10 191.
Terrängen runt Santa Rosa de Osos är platt åt sydväst, men åt nordost är den kuperad. Runt Santa Rosa de Osos är det ganska glesbefolkat, med 35 invånare per kvadratkilometer. Santa Rosa de Osos är det största samhället i trakten. Omgivningarna runt Santa Rosa de Osos är en mosaik av jordbruksmark och naturlig växtlighet.